# 溝呂木光治
溝呂木 光治（みぞろぎ みつはる、1891年〈明治24年〉1月13日） - 1940年〈昭和15年〉1月13日）は、将棋棋士。小野五平十二世名人門下。弟子に間宮純一。

## 経歴
東京府東京市日本橋区新泉町（現：東京都中央区）で誕生。実家は裕福な唐物屋であった。
小野の指導を受けた後、19歳で初段の時に井上義雄が主催する東京将棋研究会に所属。1912年（大正元年）に四段となり、1913年（同5年）に五段、1916年（同8年）に六段に昇段する。
3階建ての建物からなる溝呂木道場を構え、3階を國民新聞棋戦の対局場に提供する。このころから大崎熊雄との関係が深まり、大崎派の副将格と目される存在となる。
1919年（大正8年）、京城日報の招聘に応じ、朝鮮の京城府に移住。朝鮮・満洲方面の将棋普及に力を注いだ。
1921年（大正10年）に9勝3敗の成績を収め、七段に昇段。その後、東京の自宅に戻ったものの、八段への道は険しく「万年七段」と自称したという。1940年（昭和15年）、49歳の誕生日に急死。死因は心臓発作であった。没後八段を追贈された。